# حفل توزيع جوائز صناع الترفيه 2022
أقيم حفل توزيع جوائز جوي أواردس 2022 (بالإنجليزية: Joy Awards 2022)‏ في 27 يناير 2022، وهو النسخة الثانية من جوائز صناع الترفيه التي تُقدّمها الهيئة العامة للترفيه السعودية، ضمن فعاليات موسم الرياض.

## الحفل
أقيم الحفل بتاريخ 28 يناير 2022، واستُضيف في بوليفارد رياض سيتي بمسرح بكر الشدي. بُثّ الحفل على الهواء مباشرةً على قناة إم بي سي 1، وعلى منصة شاهد.

## الترشيحات والتصويت
اختار جمهور حفل «جوائز صنّاع الترفيه» الفائزين في فئات جوائز الجائزة الثلاثة عشر، وذلك من خلال التصويت عبر تطبيق Joy Awards الذي يُتيح للمشارك في عملية التصويت منح صوته للمرشحين الذين يختارهم بنفسه، وكانت مرحلة التسمية للأعمال والأشخاص المرشّحين قد انطلقت في 20 أكتوبر 2021 وامتدت طوال شهر كامل، ونتج منها تسمية أربعة مرشّحين عن كل فئة نالوا أعلى عدد من التسميات، فدخلوا بالتالي مرحلة التصويت الذي أُعلنت نتائجه خلال الحفل.

## المرشحون والفائزون
- جائزة الأغنية المفضلة عن فئة الموسيقى: نانسي عجرم
- جائزة الفنانة المفضّلة عن فئة الموسيقى: أصالة
- جائزة الممثل المفضل عن فئة المسلسلات: يعقوب الفرحان عن دوره في مسلسل رشاش
- جائزة الممثلة المفضّلة عن فئة المسلسلات: إلهام علي عن دورها في مسلسل اختطاف
- جائزة الوجه الجديد المفضّل عن فئة المسلسلات: فايز بن جريس
- جائزة الممثل المفضّل عن فئة السينما: محمد هنيدي عن دوره في الفيلم السينمائي الإنس والنمس
- جائزة الممثلة المفضّلة عن فئة السينما: كارمن بصيبص عن دورها في فيلم العارف السينمائي
- جائزة الوجه الجديد المفضّل عن فئة الموسيقى: زينة عماد
- جائزة الفنان المفضّل: ماجد المهندس
- جائزة الرياضي المفضّل: طارق حامد
- جائزة الرياضية المفضّلة: ياسمين الدباغ
- لقب شخصية العام: سلمان خان

### الجوائز التكريمية
- جائزة صنّاع الترفيه الفخرية: عبدالمجيد عبدالله[3]